# 노스캐롤라이나 대학교
노스캐롤라이나 대학교(영어: University of North Carolina)는 1789년 설립된 미국의 최초의 공립 대학 중 하나로, 18세기에 졸업생을 배출한 유일한 대학교이다. 처음에는 채플힐이 유일한 캠퍼스였지만, 오늘날에는 노스캐롤라이나주의 공립 대학 16개로 이루어졌다. 세계적인 농구 황제 마이클 조던과 미국 전 대통령 등 많은 유명 정치계 인물들의 모교인 노스캐롤라이나 대학교 ‘채프힐 캠퍼스’가 (UNC-Chapel Hill) 메인 대학교로 "노스캐롤라이나 대학교 채플힐"로 검색하면 더 정확한 정보를 볼 수 있다.
일반적으로 노스캐롤라이나 대학교라고 하면 가장 유명한 채프힐 캠퍼스를 칭한다. 노스캐롤라이나 대학교 채플힐 (영어: University of North Carolina at Chapel Hill)은 미국 노스캐롤라이나주 채플힐에 있는 연구 중심의 공립대학교로 퍼블릭 아이비리그 (공립대 중에 아이비리그) 및 뉴아이비리그에 (기존 아이비리그 8개 학교를 제외하고 미국의 탑 공립대 및 사립대 10개) 속한다. 또한 노스캐롤라이나 대학교 시스템중 본교이자 가장 크고 오래된 대학이다. 1789년 설립된 노스캐롤라이나주 최초의 고등 교육 기관이자 미국에서 가장 오래된 공립 대학 가운데 하나이기도 하다.
서부의 UC LA/Berkeley 남동부의 노스캐롤라이나 대학교 동부의 버지니아 대학교, 중북부의 미시간 대학교를 포함해 미국 내에서 수십년간 탑 파이브에 들어가는 공립대학교 중 하나이다. 또한 다른 미국 대학교 랭킹 지표인 Best Value College 순위에서는 미국 전체 대학교 랭킹 중 10위에 위치해 있고 웬만한 아이비리그 학부보다 높은 위치에 자리잡고 있다.
채플힐의 명성은 연구대학을 지향하는 특성상 대학원 교육에서 특히 강점을 나타낸다. US News가 발표한 2020년 미국 대학원 순위에 따르면 채플힐은 Primary Care 부문 Medical School(의학)(1위), Nursing School(간호학)(3위), Clinical Psychology(임상심리학)(2위), Biostatistics(생물통계)(8위), Pharmacy(약학)(1위), Public Health(공공보건)(2위), Sociology(사회학)(6위), Analytical Chemistry(분석화학)(2위), Accounting(회계학)(11위), Political Science(정치과학)(11위) 등 다수의 학문에서 상위권 학교로 랭크되어 있다.
2024년 US News & World Report 미국 대학 종합 순위에서 22위를 기록했으며 카네기멜런 대학, 버지니아 대학 보다 높은 순위로서 최상위권 명문 대학에 속해있다. NCES(National Center for Education Statistics)에 따른 미국의 대학이 6천개 가량인 것을 감안할 때 이는 탑티어 학교다.
채프힐 메인 캠퍼스 다음으로는 샬럿, 그린즈버러 등의 캠퍼스가 유명하다.

## 같이 보기
- 노스캐롤라이나주의 대학 목록